# Communauté de communes du Jura alsacien
Pour les articles homonymes, voir CCJA.
La communauté de communes du Jura alsacien (CCJA) est une ancienne communauté de communes, située dans le département du Haut-Rhin et la région Grand Est.

## Histoire
À la suite de la mise en application du schéma départemental de coopération intercommunale, la communauté de communes du Jura alsacien fusionne le 1er janvier 2017 au sein de la nouvelle communauté de communes Sundgau.

## Composition
La communauté de communes regroupe 27 communes :
| Nom              | Code Insee | Gentilé        | Superficie (km2) | Population (dernière pop. légale) | Densité (hab./km2) |
| ---------------- | ---------- | -------------- | ---------------- | --------------------------------- | ------------------ |
| Ferrette (siège) | 68090      | Ferrettois     | 1,94             | 683 (2014)                        | 352                |
| Bendorf          | 68025      |                | 7,55             | 212 (2014)                        | 28                 |
| Bettlach         | 68034      | Bettlachois    | 4,09             | 311 (2014)                        | 76                 |
| Biederthal       | 68035      |                | 4,16             | 288 (2014)                        | 69                 |
| Bisel            | 68039      | Biselois       | 8,10             | 542 (2014)                        | 67                 |
| Bouxwiller       | 68049      |                | 6,47             | 457 (2014)                        | 71                 |
| Courtavon        | 68067      | Courtavonnais  | 9,60             | 364 (2014)                        | 38                 |
| Durlinsdorf      | 68074      | Durlinsdorfois | 7,78             | 571 (2014)                        | 73                 |
| Feldbach         | 68087      | Feldbachois    | 5,02             | 446 (2014)                        | 89                 |
| Fislis           | 68092      | Fislachois     | 7,53             | 423 (2014)                        | 56                 |
| Kiffis           | 68165      |                | 6,55             | 242 (2014)                        | 37                 |
| Kœstlach         | 68169      | Koestlachois   | 8,23             | 509 (2014)                        | 62                 |
| Levoncourt       | 68181      | Levoncourtois  | 5,28             | 249 (2014)                        | 47                 |
| Liebsdorf        | 68184      |                | 4,22             | 330 (2014)                        | 78                 |
| Ligsdorf         | 68186      | Ligsdorfois    | 10,03            | 320 (2014)                        | 32                 |
| Linsdorf         | 68187      |                | 3,36             | 315 (2014)                        | 94                 |
| Lucelle          | 68190      | Lucellois      | 10,27            | 37 (2014)                         | 3,6                |
| Lutter           | 68194      |                | 8,46             | 277 (2014)                        | 33                 |
| Mœrnach          | 68212      | Moernachois    | 6,79             | 593 (2014)                        | 87                 |
| Oberlarg         | 68243      |                | 8,21             | 142 (2014)                        | 17                 |
| Oltingue         | 68248      |                | 13,42            | 733 (2014)                        | 55                 |
| Raedersdorf      | 68259      | Raedersdorfois | 7,39             | 504 (2014)                        | 68                 |
| Riespach         | 68273      | Riespachois    | 7,57             | 712 (2014)                        | 94                 |
| Sondersdorf      | 68312      |                | 8,44             | 343 (2014)                        | 41                 |
| Vieux-Ferrette   | 68347      |                | 6,63             | 671 (2014)                        | 101                |
| Winkel           | 68373      | Winkelois      | 7,87             | 316 (2014)                        | 40                 |
| Wolschwiller     | 68380      |                | 10,14            | 474 (2014)                        | 47                 |

## Administration
| Période                                  | Période | Identité         | Étiquette | Qualité |
| ---------------------------------------- | ------- | ---------------- | --------- | ------- |
| Les données manquantes sont à compléter. |         |                  |           |         |
|                                          | 2016    | Dominique Dirrig |           |         |